# Jean-Baptiste Cavaignac

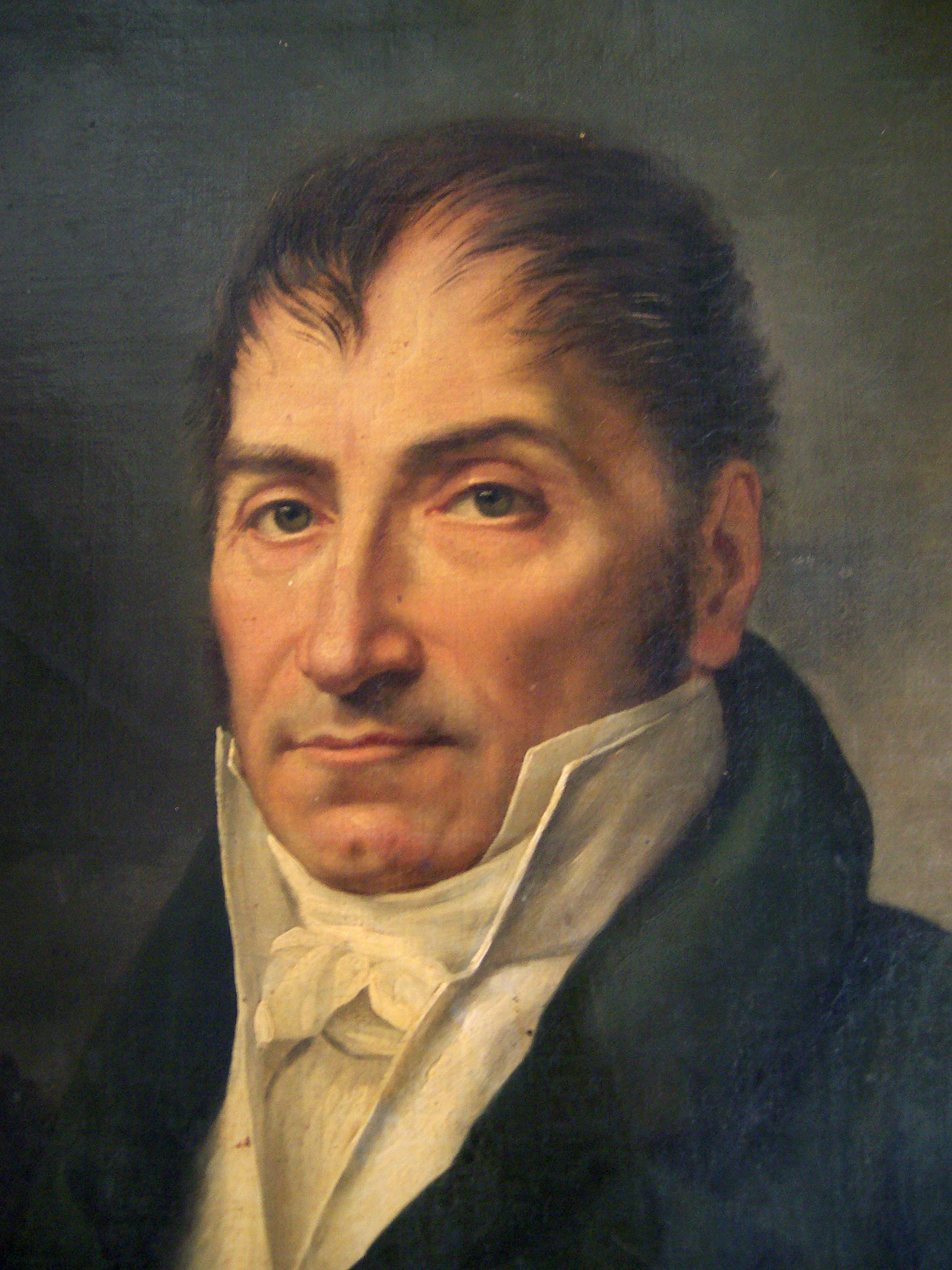
Jean-Baptiste Cavaignac

Jean-Baptiste Cavaignac (* 23. Februar 1762 in Gourdon, Département Lot; † 24. März 1829 in Brüssel) war französischer Politiker und Mitglied des Nationalkonvents und Vater von Louis-Eugène Cavaignac.

## Leben
Er war 1789 Advokat beim Parlament in Toulouse, schloss sich der Revolution an und wurde 1792 in den Konvent gewählt, wo er für den Tod des Königs stimmte, ohne jedoch der extremen Partei Robespierres anzugehören.
Als General versuchte er beim Aufstand der Bergpartei vom 1. Prairial III (20. Mai 1795) vergeblich, die aufrührerische Menge vom Sitzungssaal des Konvents abzuhalten. Am 13. Vendémiaire (5. Oktober 1795) befehligte er unter Bonaparte die Konventstruppen und half den Aufstand der Sektionen niederschmettern.
Während des Direktoriums war er Mitglied des Rats der Fünfhundert, Stadtzolleinnehmer, endlich Lotterieverweser. Unter dem Konsulat wurde er als außerordentlicher Generalkommissar nach dem arabischen Seehafen Maskat geschickt, ohne dort jedoch selbst etwas auszurichten.
1806 von Joseph Napoleon als Domänenverwalter nach Neapel berufen, ernannte ihn dessen Nachfolger, Murat, zum Staatsrat. Als Napoleon Bonaparte die im Ausland angestellten Franzosen zurückrief, ging auch Cavaignac nach Frankreich zurück und wurde im März 1815 zum Präfekten des Départements Somme ernannt, hatte aber diese Stelle noch nicht angetreten, als die zweite Restauration eintrat. Durch das Amnestiegesetz vom 12. Januar 1816 sah sich Cavaignac als Königsmörder genötigt, nach Brüssel auszuwandern, wo er 24. März 1829 starb.
Dieser Artikel basiert auf einem gemeinfreien Text aus Meyers Konversations-Lexikon, 4. Auflage von 1888 bis 1890.
| Personendaten    | Personendaten                                           |
| ---------------- | ------------------------------------------------------- |
| NAME             | Cavaignac, Jean-Baptiste                                |
| KURZBESCHREIBUNG | französischer General und Mitglied des Nationalkonvents |
| GEBURTSDATUM     | 23. Februar 1762                                        |
| GEBURTSORT       | Gourdon                                                 |
| STERBEDATUM      | 24. März 1829                                           |
| STERBEORT        | Brüssel                                                 |